# Demonax longicollis
Demonax longicollis là một loài bọ cánh cứng trong họ Cerambycidae.